# Zijára
Zijára (arabsky návštěva) je termín označující náhradní pouť, kterou Bahá’í v současné době vykonávají místo hadždže v Haifě, Akko a Bahdží. U šiitů se jedná o prosbu posílanou Mohamedovi a jeho rodině, obecně se v islámu jedná o druh poutě spočívající v návštěvách míst spojených s prorokem Mohamedem.